# 技能検定
技能検定（ぎのうけんてい）英:  Skill test（スキルテスト）とは、労働者の有する技能の程度を検定し、これを公証する日本の国家検定制度。労働者の技能と地位の向上を図ることを目的に、職業能力開発促進法に基づき、1959年（昭和34年）度より実施されている。
労働者の技能及びこれに関する知識の程度を判定する基準が、各地域によりバラバラであるとすれば、労働者の技能育成に支障が生じることから、全国的に基準を統一し、かつ検定が公正に実施されるように、検定を実施している。 
技能検定に合格すると合格証書が交付され、「技能士」と称することができる。技能検定関連法には「業務独占」の規定はない。
殆どの職種は職業能力開発協会（問題作成等は中央職業能力開発協会）により実施され、一部の職種では民間の指定試験機関（厚生労働大臣指定）により実施される。

## 沿革
1947年（昭和22年）に制定された職業安定法において職業補導所（2019年現在の職業訓練施設）が規定された。2019年現在の公共職業能力開発施設に相当する公共職業補導所や総合職業補導所の訓練水準の向上や補導生の意欲促進、技能の客観的評価のために、1954年（昭和29年）2月、職業補導（2019年現在の職業訓練）を3月に修了する補導生を対象に、全国統一的な初の技能検定が実施された。実施された職種は、「機械製図」、「英文タイプ」、「和文タイプ」、「木工」、「板金」、「旋盤」、「仕上げ」、「電機機器修理」、「塗装」、「建築」であった。
技能検定が国家検定制度として規定されたのは、1958年（昭和33年）に制定された旧職業訓練法においてである。この制度のもとで、1959年（昭和34年）度に第1回の技能検定が実施された。この時の職種は、「機械工」、「仕上工」、「板金工」、「建築大工」、「機械製図工」の5つであったが、1969年（昭和44年）には、64職種まで増加した。
1969年（昭和44年）に新職業訓練法（2019年現在の職業能力開発促進法）が制定されると、試験問題の作成等を担当する中央技能検定協会（2019年現在の中央職業能力開発協会）と試験の実施を担当する都道府県技能検定協会（2019年現在の都道府県職業能力開発協会）が設立され、実施体制が確立された。職種数は、1985年（昭和60年）には142に増加した。職種は政令で定められていたが、1979年（昭和54年）の労働省職業訓練局の見解によれば、技能検定は職業訓練法の体系の中で実施されていることから、本来は、職業訓練で実施されている全職種について技能検定が行われるべきものであるが、すべての検定を実施するのは困難なので、社会的に必要度の高いものから順次、行われているということである。なお、職業能力開発促進法の改正により、2016年（平成28年）4月から職種は省令で定めることとされた。
等級については、1958年以来、1級、2級の区別があったが、1979年（昭和54年）度には、等級区分が適当でないものに対して単一等級が規定され、また、1988年（昭和63年）度には特級、1993年（平成5年）度には3級、基礎1級および基礎2級が規定された。なお、基礎1級および基礎2級については、2017年（平成29年）11月に基礎級に統合された。

## 等級

### 等級区分
技能検定には等級が定められており、職種に応じて等級を区分するものと区分しないものがある。
等級を区分するもの
- 特級 : 管理者または監督者が通常有すべき技能及びこれに関する知識の程度
- 1級 : 上級の技能者が通常有すべき技能及びこれに関する知識の程度
- 2級 : 中級の技能者が通常有すべき技能及びこれに関する知識の程度
- 3級 : 初級の技能者が通常有すべき技能及びこれに関する知識の程度

等級を区分しないもの
- 単一等級 : 上級の技能者が通常有すべき技能及びこれに関する知識の程度

### 外国人技能実習生向け随時試験
外国人研修制度の外国人研修生や技能実習制度の技能実習生に対する技能の認定に活用される区分として、随時試験と呼ばれる以下の区分が設定されている。
- 基礎級 : 基本的な業務を遂行するために必要な基礎的な技能及びこれに関する知識の程度
- 随時3級（随時に実施する3級） : 初級の技能者が通常有すべき技能及びこれに関する知識の程度
- 随時2級（随時に実施する2級） : 中級の技能者が通常有すべき技能及びこれに関する知識の程度

## 実施体制と職種
凡例
- 特級
- 1級
- 2級
- 3級
- 基礎級
- 単一等級

技能検定の実施は職種により、都道府県職業能力開発協会と、民間の指定試験機関が実施している。職種は2025年2月現在133職種である。
多くの職種では、一つの職種につき複数の作業・業務に細分化され、実施される等級区分も異なる場合がある。例えば機械加工職種には、ボール盤作業やフライス盤作業など計23種の選択作業があり、区分については、ボール盤作業には3級がなく、フライス盤作業には3級がある。
それぞれの技能検定の詳細は、厚生労働省所管の資格・試験(職業能力開発局)、または技能士#技能士一覧の各技能士の項目を参照のこと。

### 都道府県職業能力開発協会が実施する職種（111職種）

#### 建設関係（32職種）
- 造園（1/2/3）
- さく井（1/2/基）
- 建築板金（1/2/3/基）
- 冷凍空気調和機器施工（1/2/3/基）
- 石材施工（1/2/基）
- 建築大工（1/2/3/基）
- 枠組壁建築（単）
- かわらぶき（1/2/3/基）
- とび（1/2/3/基）
- 左官（1/2/3/基）
- 築炉（1/2/基）
- ブロック建築（1/2/3）
- エーエルシーパネル施工（単）
- タイル張り（1/2/基）
- 配管（1/2/3/基）
- 厨房設備施工（1/2）
- 型枠施工（1/2/3/基）
- 鉄筋施工（1/2/3/基）
- コンクリート圧送施工（1/2/基）
- 防水施工（1/2/基）
- 樹脂接着剤注入施工（1/2）
- 内装仕上げ施工（1/2/3/基）
- 熱絶縁施工（1/2/基）
- カーテンウォール施工（1/2）
- サッシ施工（1/2/基）
- 自動ドア施工（1/2）
- バルコニー施工（単）
- ガラス施工（1/2）
- ウェルポイント施工（1/2/基）
- 塗装（1/2/3/基）
- 路面標示施工（単）
- 広告美術仕上げ（1/2/3）

#### 金属加工関係（19職種）
- 金属溶解（1/2）
- 鋳造（特/1/2/3/基）
- 鍛造（1/2/基）
- 金属熱処理（特/1/2/3）
- 粉末冶金（1/2）
- 機械加工（特/1/2/3/基）
- 非接触除去加工（特/1/2）
- 金型製作（特/1/2）
- 金属プレス加工（特/1/2/基）
- 鉄工（1/2/基）
- 工場板金（特/1/2/3/基）
- めっき（特/1/2/3/基）
- アルミニウム陽極酸化処理（1/2/基）
- 溶射（単）
- 金属ばね製造（1/2）
- 仕上げ（特/1/2/3/基）
- 切削工具研削（1/2）
- ダイカスト（特/1/2/基）
- 金属材料試験（1/2）

#### 一般機械器具関係（11職種）
- 機械検査（特/1/2/3/基）
- 産業車両整備（1/2）
- 鉄道車両製造・整備（1/2）
- 内燃機関組立て（特/1/2/3）
- 空気圧装置組立て（特/1/2）
- 油圧装置調整（特/1/2）
- 縫製機械整備（1/2）
- 建設機械整備（特/1/2）
- 農業機械整備（1/2）
- テクニカルイラストレーション（1/2/3）
- 機械・プラント製図（1/2/3）

#### 電気・精密機械器具関係（9職種）
- 電子回路接続（単）
- 電子機器組立て（特/1/2/3/基）
- シーケンス制御（1/2/3）
- 電気機器組立て（特/1/2/3/基）
- 半導体製品製造（特/1/2）
- プリント配線板製造（特/1/2/3/基）
- 自動販売機調整（特/1/2）
- 光学機器製造（特/1/2）
- 電気製図（1/2/3）

#### 食料品関係（7職種）
- パン製造（特/1/2/基）
- 菓子製造（1/2）
- 製麺（単）
- ハム・ソーセージ・ベーコン製造（1/2/基）
- 水産練り製品製造（1/2/基）
- みそ製造（1/2）
- 酒造（1/2）

#### 衣服・繊維製品関係（8職種）
- 染色（1/2/基）
- ニット製品製造（1/2/基）
- 婦人子供服製造（特/1/2/基）
- 紳士服製造（特/1/2/基）
- 和裁（1/2/3）
- 寝具製作（1/2/基）
- 帆布製品製造（1/2/基）
- 布はく縫製（1/2/基）

#### 木材・木製品・紙加工品関係（6職種）
- 機械木工（1/2）
- 家具製作（1/2/3/基）
- 建具製作（1/2/基）
- 紙器・段ボール箱製造（1/2/基）
- 畳製作（1/2）
- 表装（1/2/基）

#### プラスチック製品関係（2職種）
- プラスチック成形（特/1/2/3/基）
- 強化プラスチック成形（1/2/基）

#### 貴金属・装身具関係（2職種）
- 時計修理（1/2/3）
- 貴金属装身具製作（1/2/3）

#### 印刷製本関係（3職種）
- プリプレス（1/2）
- 印刷（1/2/基）
- 製本（1/2/基）

#### その他（12職種）
- 園芸装飾（1/2/3）
- ロープ加工（1/2）
- 化学分析（1/2/3）
- 印章彫刻（1/2）
- 塗料調色（単）
- 義肢・装具製作（1/2）
- 舞台機構調整（1/2/3）
- 工業包装（1/2/基）
- 写真（1/2/3）
- 産業洗浄（単）
- 商品装飾展示（1/2/3）
- フラワー装飾（1/2/3）

### 民間の指定試験機関が実施する職種（22職種）
- ウェブデザイン（1/2/3）- インターネットスキル認定普及協会
- キャリアコンサルティング（1/2）- キャリアコンサルティング協議会
- ピアノ調律（1/2/3）- 日本ピアノ調律師協会
- ファイナンシャル・プランニング（1/2/3）- 金融財政事情研究会および日本ファイナンシャル・プランナーズ協会
- 眼鏡作製（1/2） - 日本眼鏡技術者協会
- 知的財産管理（1/2/3）- 知的財産研究教育財団
- 金融窓口サービス（1/2/3）- 金融財政事情研究会
- ブライダルコーディネート（1/2/3）- 日本ブライダル文化振興協会
- 接客販売（1/2/3）- 日本百貨店協会
- 着付け（1/2） - 全日本着付け技能センター
- ホテル・マネジメント（1/2/3）- ホテル業界検定スタートアップ支援協議会
- レストランサービス（1/2/3）- 日本ホテル・レストランサービス技能協会
- フィットネスクラブ・マネジメント（1/2/3）- 日本フィットネス産業協会
- ビル設備管理（1/2）- 全国ビルメンテナンス協会
- 林業（1/2/3）- 林業技能向上センター
- 機械保全（特/1/2/3/基）- 日本プラントメンテナンス協会
- 情報配線施工（1/2/3）- 高度情報通信推進協議会
- シャッター施工（1/2/3）- 日本シヤッター・ドア協会
- ガラス用フィルム施工（1/2） - 日本ウインドウ・フィルム工業会
- 調理（単）- 調理技術技能センター
- ビルクリーニング（1/2/3/基）- 全国ビルメンテナンス協会
- ハウスクリーニング（単）- 全国ハウスクリーニング協会

## 技能検定委員
技能検定における学科及び実技試験の問題の作成、採点、また実施要領の作成や検定試験会場での指導監督などを職務として行う者を技能検定委員といい、
検定職種ごとに○○職種技能検定委員、または省略して○○技能検定委員という。

### 実施機関と職務内容

#### 都道府県職業能力開発協会が実施する職種
都道府県が実施する検定職種の技能検定委員の選任については都道府県職業能力開発協会及び中央職業能力開発協会により行われ、それぞれ都道府県技能検定委員(○○県技能検定委員)、中央技能検定委員という。
都道府県技能検定委員は実技試験の実施、及び実技試験会場における指導監督、採点等を行い、中央技能検定委員は実技試験問題、学科試験問題、採点基準等の作成を担当する。
造園技能検定委員、機械加工技能検定委員、塗装技能検定委員、などがある。(職種については#都道府県職業能力開発協会が実施する職種を参照)

#### 民間の指定試験機関が実施する職種
民間の指定試験機関が実施する検定職種の技能検定委員の選任についてはその職種の指定試験機関により行われ指定試験機関技能検定委員という。
指定試験機関技能検定委員は技能検定試験に関わる試験科目及びその範囲の設定、試験問題及び試験実施要領の作成、技能及びこれに関する知識の程度の評価に係わる事項その他の技術的事項に関する業務を行う。
機械保全技能検定委員、ファイナンシャル・プランニング技能検定委員、知的財産管理技能検定委員、ウェブデザイン技能検定委員などがある。(職種については#民間の指定試験機関が実施する職種を参照)

### 選任基準
技能検定委員は、技能検定に関し高い識見を有する者であって当該検定職種について専門的な技能、技術又は学識経験を有するもののうちから選任しなければならない とされており、大学教授等の学識経験者、事業所等において当該検定職種に関する技術部門や教育訓練部門で 主任相当級以上の地位を経験している者や当該検定職種1級技能検定合格者など熟練技能者の中から技能検定委員として相応しい者が選任される。

### 守秘義務と業務制限
選任された技能検定委員は氏名、略歴、担当する試験業務などを記載した届出書を厚生労働大臣（都道府県技能検定委員の場合は都道府県知事）に提出され、 いわゆる「みなし公務員」となり、技能検定委員として職務上得た秘密の保持や技能検定に関連する業務制限などが課され、 刑法その他の罰則の適用については法令により公務に従事する職員とみなされる。